# BDR Thermea
BDR Thermea ist ein europäischer Hersteller von Heizungs- und Klimatechnik. Zum Konzern, der im Jahr 2009 aus einer Fusion der britischen Baxi-Gruppe mit der niederländischen De Dietrich Remeha entstand, gehören neben den Stammhäusern Baxi, De Dietrich und Remeha diverse weitere Tochterunternehmen und Marken, darunter u. a. die Hersteller Brötje, SenerTec und Oertli.
BDR Thermea ist weltweit in mehr als 70 Ländern tätig; der Hauptsitz befindet sich in Apeldoorn in den Niederlanden. Mit allen Tochtergesellschaften beschäftigt BDR Thermea etwa 6.100 Mitarbeiter und erwirtschaftet einen Verkaufserlös von fast 2,1 Milliarden Euro.

## Produkte
BDR Thermea fertigt unter anderem:
- Heizkessel und Warmwassergeräte in verschiedenen Größen und Bauarten für private und gewerbliche Anwendung
- Wärmepumpen
- Blockheizkraftwerke für Mikro- und Mini-KWK-Anwendungen (insbesondere SenerTec „Dachs“)
- Heizkörper
- Heizöfen
- Solarthermiegeräte